# Aequidens
Aequidens là một chi trong phân họ Cichlasomatinae thuộc họ Cá hoàng đế. Chi này được định nghĩa lỏng lẻo, và là chi có thể mang tính đa ngành. Nhiều loài đã được dời qua các chi khác như Bujurquina, Laetacara, Tahuantinsuyoa (Kullander, 1986), Krobia và Cleithracara (Kullander & Nijssen, 1989). Hai loài được mua bán phổ biến làm cá cảnh gồm Aequidens rivulatus và Aequidens pulcher. Các loài trong chi này sinh sống ở lưu vực sông Amazon và các phụ lưu ở Venezuela, Brasil, Colombia, Bolivia, Peru, Ecuador và các con sông ở Guiana. Chúng sống trong môi trường nước ngọt.

## Loài
- Aequidens chimantanus Inger, 1956
- Aequidens diadema (Heckel, 1840)
- Aequidens epae Kullander 1995
- Aequidens gerciliae Kullander 1995
- Aequidens hoehnei (Miranda Ribeiro 1918)
- Aequidens mauesanus Kullander 1997
- Aequidens metae Eigenmann, 1922
- Aequidens michaeli Kullander 1995
- Aequidens pallidus (Heckel, 1840)
- Aequidens paloemeuensis Kullander & Nijssen 1989
- Aequidens patricki Kullander, 1984
- Aequidens plagiozonatus Kullander, 1984
- Aequidens potaroensis Eigenmann, 1912
- Aequidens rondoni (Miranda Ribeiro 1918)
- Aequidens tetramerus (Heckel, 1840)
- Aequidens tubicen Kullander & Ferreira 1990
- Aequidens viridis (Heckel 1840)
- Aequidens sp. "Jenaro Herrera"
- Aequidens sp. "Maracaibo"
- Aequidens sp. "Rio Atabapo"